# Церква Святого Івана Хрестителя (Сматс)
Церква Святого Івана Хрестителя (англ. St. John the Baptist Ukrainian Greek Catholic Church) — храм УГКЦ у селищі Сматс (Smuts) у регіональному муніципалітеті Грант, за 45 кілометрів від міста Саскатун у канадській провінції Саскачеван.
Світлина церкви Джорджа Генрі Ріда (George Henry Read) увійшла до десятки найкращих фото Канади в конкурсі «Вікі любить пам'ятки» 2014 року.

## Історія
Перші українські переселенці прибули у Сматс 1900 року з Борщева Тернопільської області і збудували в 1905 році на новому місці церкву, яка згоріла в 1925 році. Того ж року на заміну згорілій збудована теперішня одноповерхова дерев'яна церква із дзвіницею.
У 1955 році церква перенесена на вершину пагорба над селищем. Церква й донині залишається центром життя української громади та символізує силу греко-католицизму в регіоні.
11 лютого 1985 року отримала статус пам'ятки архітектури місцевого значення.
Крім неї, в навколишній місцині є ще дві українські церкви, одна з яких теж греко-католицька, інша — православна.

## Опис святині
Церква з виразною архітектурою, що притаманна для східних церков: хрести, центральний купол із двома бічними малими куполами, заокруглена арка на фронтоні будівлі, окрема дзвіниця.

## Галерея

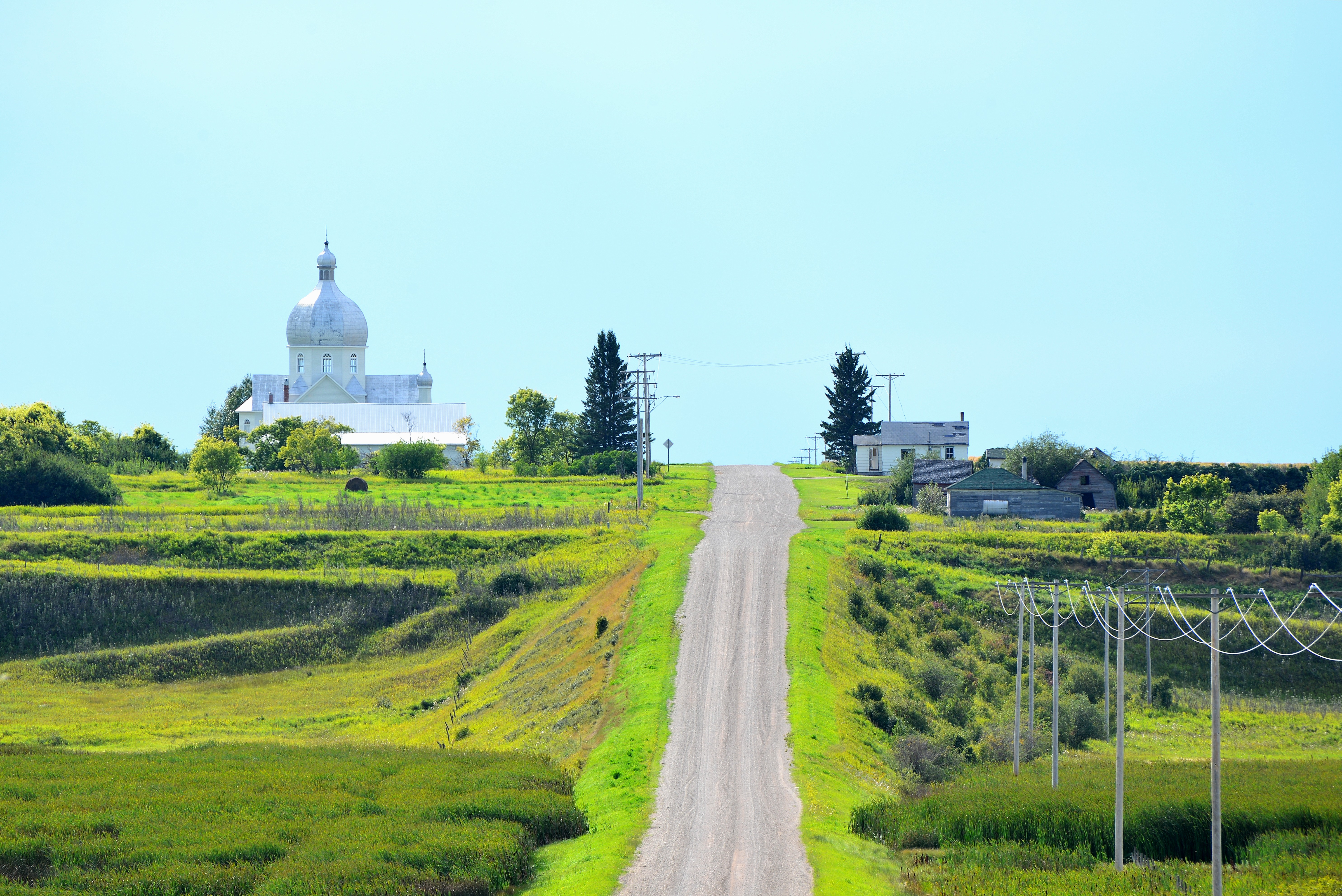
Дорога до храму
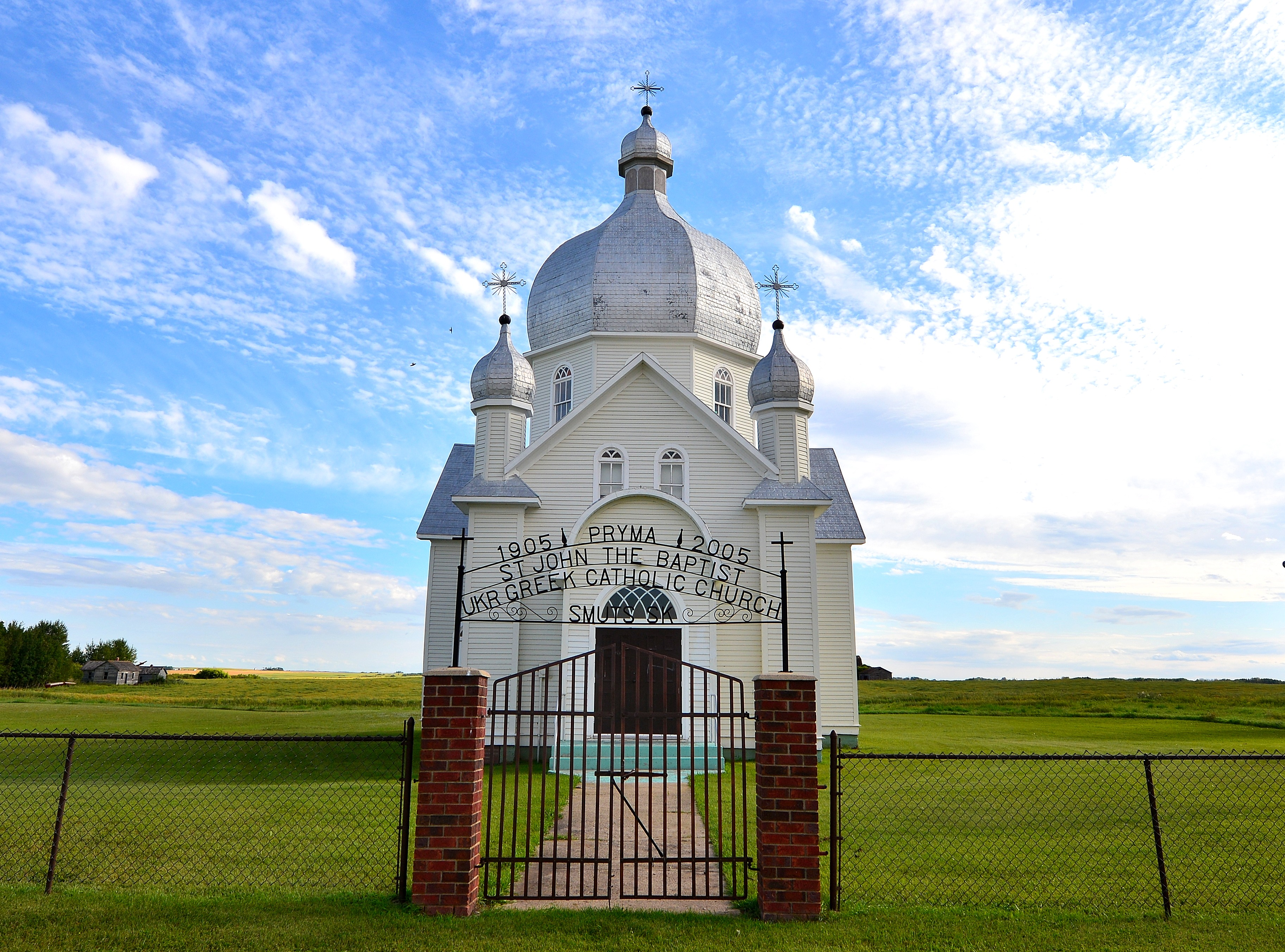
Вигляд церкви з фасаду
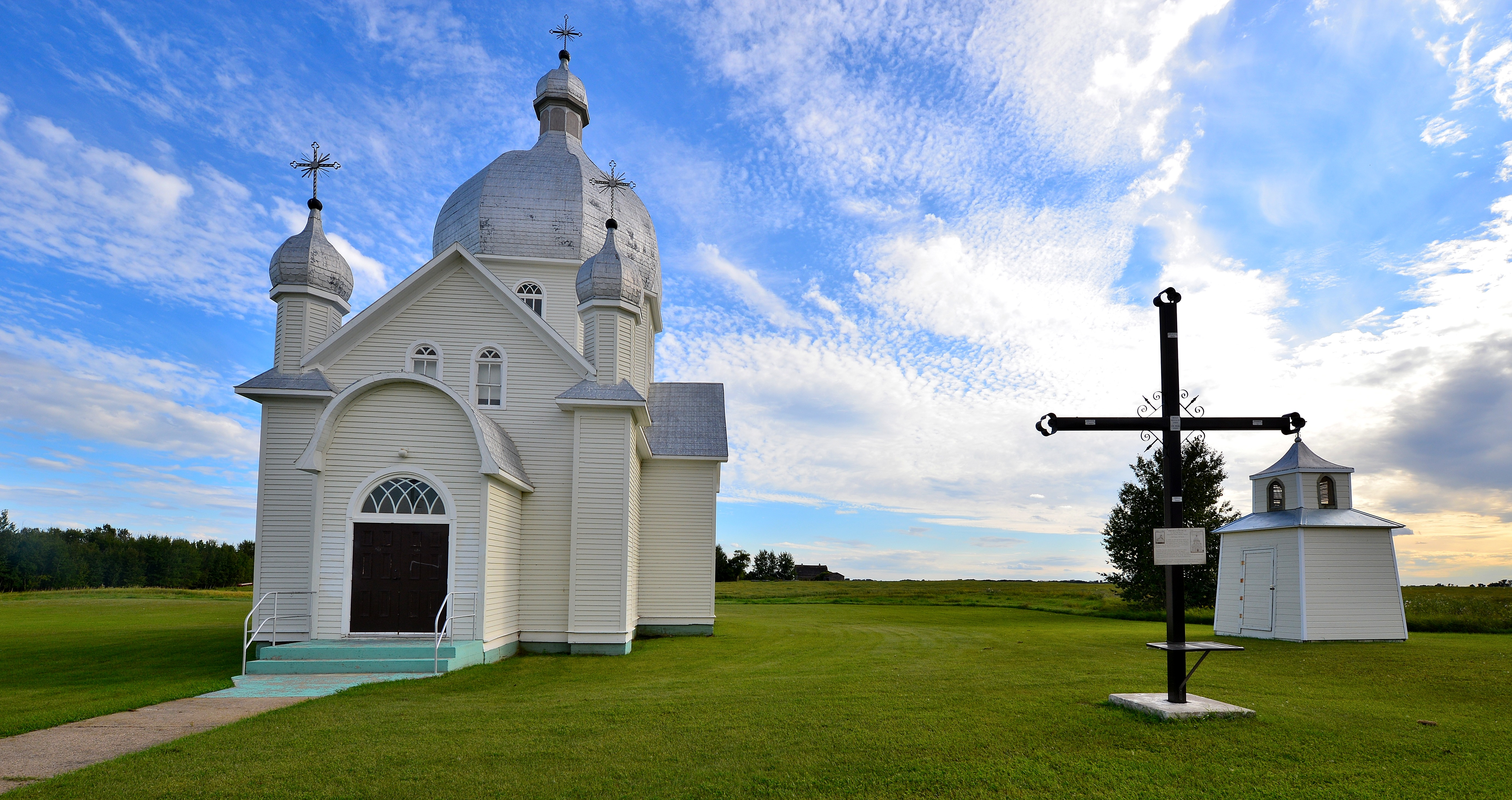